# Caspar Josephus Martinus Bottemanne

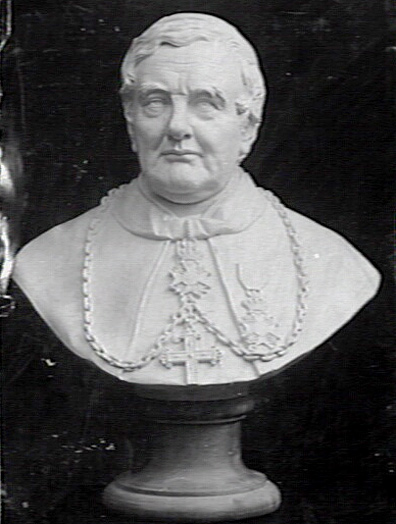
Caspar Bottemanne (Büste von Johannes Petrus Maas)

Caspar Josephus Martinus Bottemanne, auch Kaspar Josef Martin Bottemanne (* 14. August 1823 in Alkmaar; † 22. Mai 1903 in Haarlem) war ein niederländischer Kleriker und römisch-katholischer Bischof von Haarlem.

## Leben
Caspar Bottemanne war der Sohn des Johannes Josephus Bottemanne (* um 1796 in Rotterdam) und von Clara Susanna Straatman (getauft am 8. Oktober 1791 in Alkmaar). Er absolvierte das Kleine Seminar „College Hageveld“ in Heemstede und studierte anschließend Katholische Theologie in Warmond, heute ein Ortsteil von Teylingen. 1846 wurde er zum Priester geweiht. Nach seelsorglicher Tätigkeit als Kaplan in Zoeterwoude und als „Deservitor“ (Pfarrer ad interim) auf der Insel Texel wurde er 1853 zum Professor für Moraltheologie am Priesterseminar („Groot Seminaire“) in Warmond berufen, an dem er auch Kirchengeschichte unterrichtete. Er publizierte zahlreiche Beiträge, vor allem zur Kirchengeschichte der Niederlande im Mittelalter und zur Papstgeschichte. 1876 wurde Bottemanne zum Rektor des Priesterseminars in Warmond bestellt.
Am 10. August 1883 ernannte Papst Leo XIII. Caspar Josephus Martinus Bottemanne zum Bischof von Haarlem. Die Bischofsweihe spendete ihm der Erzbischof von Utrecht, Petrus Matthias Snickers, am 30. September desselben Jahres; Mitkonsekratoren waren der Bischof von Breda, Henricus van Beek, und der Bischof von ’s-Hertogenbosch, Adrianus Godschalk.
Er initiierte den Bau der neuen St.-Bavo-Kathedrale.

## Schriften (Auswahl)
- De Honorii Papae epistolarum corruptione, Henricum Bogaerts, ’s-Hertogenbosch 1870
- Het gallicanisme in onze dagen, in: De Katholiek, Band 57 (1870), S. 81–99
- De onfeilbaarheid van Paus Honorius, in: De Katholiek, Band 57 (1870), S. 149–160
- De abdij Bloemhof te Wittenwierum in de dertiende eeuw. Bijdragen tot de geschiedenis van kerk en beschaving door Ae.W. Wybrands, Leiden, 1883
- Biblia sacra vulgatae editionis, Sixti V. Pont. max. jussu rec. et Clementis VIII. auctoritate ed. ab artificibus hisce temporibus vigentibus ornata, Amsterdam 1901
- Katechismus, St. Jacobs-Godshuis, Haarlem 1902